# Rhaphium canadense
Rhaphium canadense är en tvåvingeart som beskrevs av Charles Howard Curran 1924. Rhaphium canadense ingår i släktet Rhaphium och familjen styltflugor. Inga underarter finns listade i Catalogue of Life.